# Sociedad Mexicana de Ingeniería Biomédica
La Sociedad Mexicana de Ingeniería Biomédica A.C  (SOMIB) es una asociación civil mexicana sin fines de lucro constituida en el año de 1978 en la Ciudad de México, es la sociedad principal encargada de reunir a los profesionistas de la práctica de la ingeniería biomédica principalmente a ingenieros biomédicos y otros profesionales que se desarrollan en las áreas relacionadas con las tecnologías para la salud y sus aplicaciones. 
La SOMIB está afiliada a la International Federation of Medical and Biological Engineering (IFMBE), al Consejo Regional de Ingeniería Biomédica para América Latina (CORAL), a la Association for the Advancement of Medical Instrumentation (AAMI) y al American College of Clinical Engineering (ACCE).  

## Historia
La SOMIB es la primera asociación de profesionales de esta disciplina en México y actualmente es la agrupación con mayor tradición y reconocimiento tanto nacional como internacional. 
El 8 de agosto de 1978, un grupo conformado por ingenieros y médicos que practicaban la ingeniería biomédica deciden formalizar ante las leyes mexicanas una  organización civi sin fines de lucro con la visión de organizar y representar a la ingeniería biomédica en todo México. Se crea entonces la Sociedad Mexicana de Ingeniería Biomédica (SOMIB) siendo su primer presidente el Dr. Bonfiglio Muñoz Bojalil. El 16 de noviembre de 1978 se inaugura el Primer Congreso Nacional de Ingeniería Biomédica en México con sede en las instalaciones del Instituto Nacional de Cardiología contó con la ponencia magistral "El enfoque ingenieril de los sistemas fisiológicos" impartida por el Dr. Maximo Eugenio Valentinuzzi, además participaron como Chairs de simposios Enrique Villareal, Filiberto Cortés, Enrique Hernandez-Matos, Carlos Bouffier, Cesar Gonzalez Beltran, entre otros. En este mismo año de 1978, se crea la Revista Mexicana de Ingeniería Biomédica (RMIB), siendo su Editor en Jefe y Fundador el Dr. Carlos García Moreira cuya primera edición son las Memorias del Primer Congreso Nacional de Ingeniería Biomédica. La SOMIB contaba para ese entonces con 33 socios activos.
Desde 1978, se han realizado 46 ediciones del Congreso Nacional de Ingeniería Biomédica de manera ininterrumpidas colocándose como el evento referente a nivel nacional para la exposición de los trabajos de investigación y de nuevas tecnologías para la salud en México.
En el año 1998, se realiza en México el Primer Congreso Latinoamericano de Ingeniería Biomédica en la ciudad de Mazatlán siendo presidente de SOMIB el Biol. Oscar Infante Vázquez.
En el XXVIII Congreso Nacional de Ingeniería Biomedica celebrado en Acapulco Guerrero en el año 2005, se inician los homenajes de parte de SOMIB en donde se reconoce a los profesionistas que por su destacado trabajo, colaboración y trayectoria han aportado al desarrollo de la Ingeniería Biomedical en México, siendo el primer homenajeado el Dr. Rolando Lara y Zavala.
En el año 2018 durante el Congreso Mundial de Física Médica e Ingeniería Biomédica realizado en la ciudad de Praga, la SOMIB recibió el reconocimiento "CED Teamwork Award" otorgado por la División de Ingeniería Clínica de la IFMBE, este premio reconoce a personas o equipos cuyo trabajo haya beneficiado a la ingeniería clínica global, la comunidad de atención médica y los pacientes a través de una combinación de colaboración profesional, alto impacto y liderazgo en el cambio.
En el 2019, después de 21 años, se realizó por segunda ocasión en México el Octavo Congreso Latinoamericano de Ingeniería Biomédica en las instalaciones del Centro Internacional de Cancún siendo presidente de SOMIB el Ing. Herberth Bravo Hernández.
En el año 2020, la Mesa Directiva de SOMIB recibió el reconocimiento "Antonio Hernandez International Clinical Engineering Award" otorgado por el American College of Clinical Engineering (ACCE), premio que se otorga por el reconocimiento a las contribuciones y esfuerzos extraordinarios al avance de la ingeniería clínica en su propio país.
En el año 2021, la SOMIB fue galardonada con el premio "AAMI’s HTM Association of the Year Award", este premio reconoce a una asociación de AAMI que se distingue durante el transcurso del año a través de operaciones y reuniones sobresalientes de la sociedad, así como por su compromiso de elevar la profesión de la administración de tecnología de atención médica a nivel local.
En el año 2022 durante la celebración del Congreso Mundial de Física Médica e Ingeniería Biomédica en Singapur, el presidente Ing. Francisco Aceves Aldrete postuló a la ciudad de Monterrey como anfitrión del Congreso Mundial de Física Médica e Ingeniería Biomédica para el año 2028, siendo esta elegida en la Asamblea de IUPESM, superando en la contienda a ciudades como Bruselas, Dublín, Estocolmo y Washington, marcando un hito para la Ingeniería Biomédica Mexicana 
La SOMIB actualmente está conformada por profesionistas de todas partes de la república mexicana que siguen trabajando e impulsando la ingeniería biomédica en México y Latinoamérica. 
Los Ingenieros Biomédicos de México por consenso han decidido celebrar el 8 de agosto como el "Día de la ingeniería Biomedica en México" tomando en cuenta que este día se efectuó la Constitución de la Sociedad Mexicana de Ingeniería Biomédica 

## Objetivos generales
- Participar e influir en las decisiones nacionales relacionadas con la Ingeniería Biomédica y el Sector Salud en general.
- Impulsar el desarrollo de la Ingeniería Biomédica a nivel nacional en los ámbitos profesionales y académicos afines.
- Contribuir a la superación profesional y académica, así como el desarrollo científico de sus socios.
- Servir como enlace entre los distintos actores de la práctica y desarrollo de la ingeniería biomédica, apoyando y fomentando la relación entre empresas e instituciones educativas, empleadores y estudiantes, sector privado y gubernamental.
- Representar a sus socios tanto nacional como internacionalmente.
- Consolidar la presencia de la Ingeniería Biomédica en la comunidad científica y tecnológica, a través de su participación en organismos académicos, civiles y gubernamentales que incidan en el campo de la Ingeniería Biomédica.
- Promover la investigación interdisciplinaria, tanto básica como aplicada, entre las ciencias exactas y las ciencias de la vida, fomentando la libertad de investigación y la responsabilidad del investigador.
- En general difundir y promover la Ingeniería Biomédica en el país.

## Presidentes de SOMIB
La SOMIB elige democráticamente a sus presidentes de forma bianual, con posibilidad de una reelección de mandato. La SOMIB ha tenido 20 presidentes desde su fundación.
|    | Nombre                               | Periodo    |
| -- | ------------------------------------ | ---------- |
| 20 | Dra. Norma Patricia Puente Ramírez   | 2024-2025  |
| 19 | M.A. Francisco Javier Aceves Aldrete | 2022-2023  |
| 18 | Ing. Herberth Bravo Hernández        | 2018- 2021 |
| 17 | Ing. Elliot Vernet Saavedra          | 2014-2017  |
| 16 | M. En I. Juan Manuel Gómez González  | 2010-2013  |
| 15 | Ing. Jimmy Solórzano Garduza         | 2008-2009  |
| 14 | M. En I. Alfonso Martínez Ortiz      | 2005-2007  |
| 13 | Ing. Raúl Rosete Uribe               | 2002-2004  |
| 12 | Ing. Adriana Velázquez Berumen       | 2000-2001  |
| 11 | Biol. Oscar Infante Vázquez          | 1998-1999  |
| 10 | Dr. Miguel Cadena Méndez             | 1996-1997  |
| 9  | Ing. Genaro Rodríguez Rossini        | 1994-1995  |
| 8  | Dr. Ernesto Suaste Gómez             | 1992-1993  |
| 7  | Dr. Enrique Buzo Córdoba             | 1990-1991  |
| 6  | Ing. Teófila Cadena Alfaro           | 1988-1989  |
| 5  | Ing. Jesús Mondragón Solís           | 1986-1987  |
| 4  | Ing. Enrique Hernández Matos         | 1984-1985  |
| 3  | Ing. Fernando Prieto Hernández       | 1982-1983  |
| 2  | Dr. Klaus Michael Lindig Bos ✝︎       | 1980-1981  |
| 1  | Dr. Bonfiglio Muñoz Bojalil          | 1978-1979  |

## Organización
En la SOMIB existen actualmente 7 comités que requieren de profesionistas expertos que propongan, desarrollen y mantengan información, así como atender las necesidades en el tema de su interés.
- Comité Científico
- Comité Editorial Revista RMIB
- Comité de Ingeniería Clínica
- Comité de Educación
- Comité de Metrología
- Comité de Innovación
- Comité de Normatividad

## Congreso Nacional de Ingeniería Biomédica
El Congreso Nacional de Ingeniería Biomédica (CNIB) es un evento de carácter académico y científico dirigido principalmente a profesionistas y estudiantes que desean seguir actualizados en temas de alguna rama de la ingeniería biomédica. El CNIB abarca diversos temas de vanguardia en ingeniería biomédica: investigación y desarrollo de tecnología para la salud, investigación clínica, transferencia de tecnología y emprendimiento, así como comercialización de dispositivos médicos. 
Los resultados y trabajos libres presentados en el CNIB desde el año 2014 han sido publicadas y editadas por SOMIB con el nombre de Memorias del Congreso Nacional de Ingeniería Biomédica, en el año 2022 las memorias fueron por primera vez incluidas en la serie del libro memorias de IFMBE de la editorial Springer (IFMBE Proceedings series) con el nombre de XLV Mexican Conference on Biomedical Engineering -Proceedings of CNIB 2022, teniendo como editor principal a la Dra. Citlalli Jessica Trujillo-Romero y Rafael González-Landaeta. 
El Congreso Nacional de Ingeniería Biomédica se ha caracterizado por ser un evento itinerante, es decir su sede cambia anualmente, esto con la intención de acercar a las diferentes regiones del país al conocimiento de la ingeniería biomédica, en el año 2017 el CNIB fue nombrado como el mejor congreso itinerante que albergo el centro de convenciones CINTERMEX. 
En el marco del Congreso Nacional de Ingeniería Biomédica, se lleva a cabo el concurso nacional para estudiantes que tiene como objetivo estimular el trabajo de investigación y desarrollo que realizan los estudiantes de Ingeniería Biomédica de diferentes niveles académicos en las Instituciones de Educación Superior de México.
Desde el año 2005, el concurso estudiantil nacional a manera de homenaje lleva el nombre de una persona que por su trayectoria ha contribuido al crecimiento y desarrollo de la Ingeniería Biomédica en México.
En dos ocasiones, en los años 1998 y 2019 el Congreso Nacional de Ingeniería Biomédica ha sido organizado en conjunto con el Congreso Latinoamericano de Ingeniería Biomédica auspiciado por CORAL.
Para el año 2028, el Congreso Nacional de Ingeniería Biomédica será organizado en conjunto con el Congreso Mundial de Física Médica e Ingeniería Biomédica que auspicia la International Union for Physical and Engineering (IUPESM); la ciudad de Monterrey será la sede de este evento que marcará un hito en la ciencia y tecnología para la salud de México, ya que será la primera vez que se realice en nuestro País y será el primero desde 1994 (Brasil) que se lleve a cabo en Latinoamérica.
| CNIB    | Año  | Sede                             | Chair Comité Científico                    | Homenaje                          | Memorias | Editorial                         | Notas                                                 |
| ------- | ---- | -------------------------------- | ------------------------------------------ | --------------------------------- | --- | --------------------------------- | ----------------------------------------------------- |
| XLVII   | 2024 | Hermosillo, Sonora               | Dr. José de Jesús Agustín Flores Cuautle   | Dra. Verónica Medina Bañuelos     | XLVII Mexican Conference on Biomedical Engineering: Proceedings of CNIB 2024                                    | Springer ISBN: 978-3-031-82123-3  |                                                       |
| XLVI    | 2023 | Villahermosa, Tabasco            | Dr. José de Jesús Agustín Flores Cuautle   | Ing. Jesús L. Mondragón           | XLVI Mexican Conference on Biomedical Engineering: Proceedings of CNIB 2023                                     | Springer ISBN: 978-3-031-46936-7  |                                                       |
| XLV     | 2022 | Puerto Vallarta, Jalisco         | Dra. Citlalli Jessica Trujillo Romero      | Dr. Fernando Prieto Hernández     | XLV Mexican Conference on Biomedical Engineering                                                                | Springer ISBN: 978-3-031-18256-3  |                                                       |
| XLIV    | 2021 | Guadalajara, Jalisco             | Dra. Citlalli Jessica Trujillo Romero      | Dr. Fernando Berdichevsky Porteny | Memorias del XLIV Congreso Nacional de Ingeniería Biomédica Vol. 8 Núm. 1 (2021)                                | Memorias CNIB. ISSN: 2395-8928    |                                                       |
| XLIII   | 2020 | Congreso Virtual                 | Dr. Aldo Rodrigo Mejía Rodríguez.          | Ing. Teófila Cadena Alfaro        | Memorias del XLII Congreso Nacional de Ingeniería Biomédica Vol. 7 Núm. 1 (2020)                                | Memorias CNIB. ISSN: 2395-8928    |                                                       |
| XLII    | 2019 | Cancún, Quintana Roo             | Dr. César Antonio González Díaz            | Biol. Oscar Infante Vázquez       | VIII Latin American Conference on Biomedical Engineering and XLII National Conference on Biomedical Engineering | Springer ISBN: 978-3-030-30648-9  | VIII Congreso Latinoamericano de Ingeniería Biomédica |
| XLI     | 2018 | León, Guanajuato                 | Dr. Christian Chapa González               | Dr. Filiberto Cortés Marmolejo    | Memorias del XLI Congreso Nacional de Ingeniería Biomédica Vol. 5 Núm. 1 (2018)                                 | Memorias CNIB. ISSN: 2395-8928    |                                                       |
| XL      | 2017 | Monterrey, Nuevo León            | Dr. César Antonio González Díaz            | Dr. Miguel Cadena Méndez          | Memorias del XL Congreso Nacional de Ingeniería Biomédica Vol. 4 Núm. 1 (2017)                                  | Memorias CNIB. ISSN: 2395-8928    |                                                       |
| XXXIX   | 2016 | Mérida, Yucatán                  | Dr. César Antonio González Díaz            | Dr. Ernesto Suaste Gómez          | Memorias del XXXIX Congreso Nacional de Ingeniería Biomédica Vol. 3 Núm. 1 (2016)                               | Memorias CNIB. ISSN: 2395-8928    |                                                       |
| XXXVIII | 2015 | Mazatlán, Sinaloa                | Dra. Nelly Gordillo Castillo               | Mtro. Enrique Hernández Matos     | Memorias del XXXVIII Congreso Nacional de Ingeniería Biomédica Vol. 2 Núm. 1 (2015)                             | Memorias CNIB. ISSN: 2395-8928    |                                                       |
| XXXVII  | 2014 | Puerto Vallarta, Jalisco         | Dr. Ricardo Antonio Salido Ruiz            | Dr. Ramón González Camarena       | Memorias del XXXVII Congreso Nacional de Ingeniería Biomédica Vol. 1 Núm. 1 (2014)                              | Memorias CNIB. ISSN: 2395-8928    |                                                       |
| XXXVI   | 2013 | Aguascalientes, Aguascalientes   |                                            | Dr. Bonfiglio Muñoz Bojalil       | |                                   |                                                       |
| XXXV    | 2012 | San Luis Potosí, San Luis Potosí | M. en C. Jesús Alfonso Martínez Ortiz      | Dr. Klaus Michael Lindig Bos ✝︎    | | SOMIB ISBN: 978-607-95926-0-8     |                                                       |
| XXXIV   | 2011 | Ixtapa Zihuatanejo, Guerrero     | M. en C. Jesús Alfonso Martínez Ortiz      | Dr. José Ismael Espinosa Espinosa | | UAM ISBN: 978-607-477-565-5       |                                                       |
| XXXIII  | 2010 | León, Guanajuato                 | M. en C. Jesús Alfonso Martínez Ortiz      | Dr. Joaquín Remolina López ✝︎      | |                                   |                                                       |
| XXXII   | 2009 | Veracruz, Veracruz               | M. en C. Jesús Alfonso Martínez Ortiz      | Ing. Ángel Zapata Ferrer ✝︎        | |                                   |                                                       |
| XXXI    | 2008 | Guadalajara, Jalisco             |                                            | Ing. Genaro Rodríguez Rossini     | |                                   |                                                       |
| XXX     | 2007 | México, Distrito Federal         |                                            | Dr. Carlos García Moreira ✝︎       | |                                   |                                                       |
| XXIX    | 2006 | Ixtapa Zihuatanejo, Guerrero     | M en IB. Fabiola Margarita Martínez Licona | Dra. Gertrudis Kurtz de Lara ✝︎    | | ISBN: 970310760-5                 |                                                       |
| XXVIII  | 2005 | Acapulco, Guerrero               | M en IB. Fabiola Margarita Martínez Licona | Dr. Rolando Lara y Zavala         | | Número RMIB                       | Primer Homenaje                                       |
| XXVII   | 2004 | Acapulco, Guerrero               |                                            |                                   | | Número RMIB                       |                                                       |
| XXVI    | 2003 | México, Distrito Federal         |                                            |                                   | |                                   |                                                       |
| XXV     | 2002 | Monterrey, Nuevo León            |                                            |                                   | |                                   |                                                       |
| XXIV    | 2001 | Oaxtepec, Morelos                | M en IB. Fabiola Margarita Martínez Licona |                                   | |                                   |                                                       |
| XXIII   | 2000 | Acapulco, Guerrero               |                                            |                                   | |                                   |                                                       |
| XXII    | 1999 | Ixtapa Zihuatanejo, Guerrero     |                                            |                                   | |                                   |                                                       |
| XXI     | 1998 | Mazatlán, Sinaloa                | Dr. Emilio Sacristan Rock                  |                                   | | Número RMIB - ISBN: 968-5063-00-1 | I Congreso Latinoamericano de Ingeniería Biomédica    |
| XIX     | 1996 | México, Distrito Federal         |                                            |                                   | |                                   |                                                       |
| XVII    | 1994 | Puebla, Puebla                   |                                            |                                   | |                                   |                                                       |
| XIV     | 1991 | Guadalajara, Jalisco             |                                            |                                   | |                                   |                                                       |
| XIII    | 1990 | Querétaro, Querétaro             |                                            |                                   | |                                   |                                                       |
| XI      | 1988 | Metepec, Puebla                  |                                            |                                   | |                                   |                                                       |
| X       | 1987 | Oaxtepec, Morelos                |                                            |                                   | |                                   |                                                       |
| IX      | 1986 | Oaxtepec, Morelos                |                                            |                                   | |                                   |                                                       |
| VIII    | 1985 | Oaxtepec, Morelos                |                                            |                                   | |                                   |                                                       |
| VII     | 1984 | Oaxtepec, Morelos                |                                            |                                   | |                                   |                                                       |
| VI      | 1983 | Querétaro, Querétaro             |                                            |                                   | |                                   |                                                       |
| III     | 1980 | México, Distrito Federal         |                                            |                                   | |                                   |                                                       |
| II      | 1979 | Cholula, Puebla                  |                                            |                                   | |                                   |                                                       |
| I       | 1978 | México, Distrito Federal         |                                            |                                   | |                                   |                                                       |

### Programa del CNIB
El  CNIB cuenta con conferencias de alto nivel (Magistrales), simposios, talleres, sesiones de trabajos libres orales y de carteles, sesiones de experiencias profesionales, sesiones para ingenieros clínicos, empresarios y pláticas comerciales, tomando como enfoque los siguientes temas:
- Ingeniería Clínica. (Regulación, Metrología y Normatividad)
- Ingeniería Biomédica en Instituciones Públicas y Privadas.
- Innovación y Comercialización de Dispositivos Médicos.
- Dispositivos y Tecnologías en Salud.
- Procesamiento de Señales Biomédicas.
- Imagenología y Procesamiento de imágenes.
- Bioinstrumentación, Biosensores y Bio Micro/Nano Tecnologías.
- Biomateriales y Ingeniería de tejidos.
- Modelado y Simulación de Sistemas biológicos, Bioinformática y Biología computacional.
- Ingeniería en Rehabilitación (Biomecánica y Biorobótica) y Sistemas Fisiológicos.
- Inteligencia artificial, y Ciencia de datos
- Sistemas BCI, IOT en Salud y Sistemas Wearable
- Física médica y de radiaciones.
- Educación en Ingeniería Biomédica y Sociedades.

### ExpoIB
La ExpoIB es organizada durante el CNIB para promocionar comercialmente a diferentes empresas, productos o servicios. Se enfoca principalmente en: 
- Ventas de equipo Médico
- Consumibles y accesorios para equipo Médico
- Consultoría para la regulación de dispositivos Médicos
- Innovaciones en dispositivos Médicos
- Desarrollo y manufactura de dispositivos Médicos
- Nuevas tecnologías Médicas
- Consultoría Hospitalaria
- Capacitación y educación

## Revista Mexicana de Ingeniería Biomédica
La Revista Mexicana de Ingeniería Biomédica (RMIB), es una publicación digital de acceso abierto publicada cada cuatro meses, y es orientada a la divulgación de trabajos de la comunidad científica mexicana e internacional, cuyas líneas de investigación estén alineadas al mejoramiento de la calidad de vida mediante las técnicas de ingeniería. Los tipos de publicaciones que acepta la RMIB pueden ser artículos de investigación, artículos de revisión, notas de información técnica, cartas al editor o trabajos de excelencia que hayan sido galardonados con premios en congresos nacionales o internacionales. 
La RMIB se encuentra en los siguientes índices: Scielo, Scopus, Latinindex, EBSCO, Redalyc, SIIC y CONACYT.
Al ser una revista de acceso abierto, todos los artículos están disponibles desde la fecha de publicación y no existen cobros para ningún lector que desee bajar los artículos desde su página https://rmib.com.mx

### Editores
| Periodo   | Nombre                            | Institución                                |
| --------- | --------------------------------- | ------------------------------------------ |
| 2022-2025 | Dra. Dora-Luz Flores              | Universidad Autónoma de Baja California    |
| 2020-2021 | Dr. César Antonio González Díaz   | Instituto Politécnico Nacional             |
| 2016-2019 | Dr. Nelly Gordillo Castillo       | Universidad Autónoma de Ciudad Juárez      |
| 2012-2015 | Dra. Verónica Medina Bañuelos     | Universidad Autónoma Metropolitana         |
| 2010-2011 | Dr. Jorge Isaac Chairez Oria      | Instituto Politécnico Nacional             |
| 2005-2009 | Dr. Roberto Muñoz Guerrero ✝︎      | Cinvestav - Instituto Politécnico Nacional |
| 2003-2004 | Dra. María Elena Algorri Guzmán   | Instituto Tecnológico Autónomo de México   |
| 2001-2002 | Dr. Lorenzo Leija Salas           | Cinvestav - Instituto Politécnico Nacional |
| 1996-2000 | Dr. Emilio Sacristan Rock         | Universidad Autónoma Metropolitana         |
| 1981      | Dr. Fernando Berdichevsky Porteny | Universidad Autónoma Metropolitana         |
| 1978      | Dr. Carlos García Moreira ✝︎       | Instituto Nacional de Cardiología          |

## Afiliaciones y reconocimientos
- IEEE Engineering in Medicine and Biology Society - EMBS
- Association for the Advancement of Medical Instrumentation - AAMI
- Consejo Nacional de Ciencia y Tecnología - CONACYT
- International Federation of Medical and Biological Engineering - IFMBE
- Consejo Regional de Ingeniería Biomédica para América Latina -CORAL